# Lucas Williamson
Lucas Williamson (Chicago, Illinois; 28 de enero de 1999) es un baloncestista estadounidense que pertenece a la plantilla de los Memphis Hustle de la G League. Con 1,93 metros de estatura, juega en la posición de escolta.

## Trayectoria deportiva

### Universidad
Jugó cinco temporadas con los Ramblers de la Universidad Loyola Chicago, en las que promedió 8,9 puntos, 3,8 rebotes, 1,9 asistencias y 1,3 robos de balón por partido. En su temporada senior fue incluido en el segundo mejor quinteto de la Mountain West Conference y fue nombrado Jugador Defensivo del Año de la conferencia. Al término de la temporada, Williamson aprovechó la temporada extra de elegibilidad otorgada por la NCAA debido a la pandemia de COVID-19. Fue incluido en el mejor quinteto de la MWC y elegido nuevamente jugador defensivo del año.

#### Estadísticas
| Año     | Equipo | PJ  | PT  | MPP  | %TC  | %3P  | %TL  | RPP | APP | ROB | TPP | PPP  |
| ------- | ------ | --- | --- | ---- | ---- | ---- | ---- | --- | --- | --- | --- | ---- |
| 2017–18 | Loyola | 38  | 5   | 20.2 | .435 | .415 | .704 | 2.2 | 1.0 | .8  | .3  | 4.7  |
| 2018–19 | Loyola | 16  | 15  | 29.9 | .480 | .413 | .600 | 5.9 | 1.7 | 1.6 | .3  | 8.8  |
| 2019–20 | Loyola | 32  | 32  | 30.2 | .448 | .333 | .692 | 3.3 | 1.7 | 1.5 | .3  | 9.0  |
| 2020–21 | Loyola | 31  | 31  | 28.0 | .435 | .359 | .778 | 3.9 | 2.1 | 1.4 | .2  | 8.8  |
| 2021–22 | Loyola | 33  | 33  | 32.0 | .442 | .390 | .728 | 5.0 | 3.1 | 1.4 | .3  | 13.7 |
| Total   | Total  | 150 | 116 | 27.6 | .445 | .377 | .713 | 3.8 | 1.9 | 1.3 | .3  | 8.9  |

### Profesional
Tras no ser elegido en el Draft de la NBA de 2022, el 24 de junio firmó un contrato a prueba con Los Angeles Clippers. El 4 de octubre los Clippers lo despidieron. 20 días más tarde se uniría a la plantilla de los Ontario Clippers, su filial en la G League.
El 15 de marzo de 2023 firmó con los Edmonton Stingers de la Canadian Elite Basketball League. Jugó apenas cinco partidos, en los que promedió 4,0 puntos y 1,6 rebotes.
El 30 de octubre de 2023 se unió a los Memphis Hustle de la G League. Acabó la temporada promediando 9,2 puntos y 3,0 rebotes por partido.